# مارك كام
مارك كام (بالإنجليزية: Mark Camm)‏ هو لاعب كرة قدم بريطاني في مركز الوسط، ولد في 1 أكتوبر 1980 في منسفيلد ‏ في المملكة المتحدة. لعب مع شيفيلد يونايتد ونادي بوسطن يونايتد ونادي كينغز لين ونادي لينكولن سيتي.